# Shaun White Snowboarding
Shaun White Snowboarding é um jogo eletrônico de esporte desenvolvido com a mesma engine do jogo Assassin's Creed, lançado para as plataformas Xbox 360, Wii, PlayStation 3, PlayStation 2, PlayStation Portable, Nintendo DS e Windows. O jogo foi desenvolvido pela Ubisoft Montreal e publicado pela Ubisoft em 14 de novembro de 2008.

## No wii
o jogo tem uma história sobre um grupo de amigos que viaja o mundo para achar Shaun e andar de snowboard enquanto isso tendo um nome diferente: Shaun White Snowboarding: Road Trip

## Locações
Existem cinco montanhas no total em Shaun White Snowboarding, incluindo Alaska, Park City, Europa e Japão. Cada montanha possui três seções diferentes:  peak, back country e park (ou resort).

## Trilha Sonora
| Música                               | Artista                                 |
| ------------------------------------ | --------------------------------------- |
| The Press Corpse                     | Anti-Flag                               |
| Gasoline                             | Audioslave                              |
| Berlin                               | Black Rebel Motorcycle Club             |
| Weapon of Choice                     | Black Rebel Motorcycle Club             |
| Don’t Fear the Reaper                | Blue Öyster Cult                        |
| Hurricane                            | Bob Dylan                               |
| Someday Baby                         | Bob Dylan                               |
| Acceptable in the 80s                | Calvin Harris                           |
| Clean My Wounds                      | Corrosion of Conformity                 |
| Time to Fly                          | Dunk                                    |
| We Come 1                            | Faithless                               |
| The Revolution Will Not Be Televised | Gil Scott-Heron                         |
| Counting the Days                    | Goldfinger                              |
| Jump into the Fire                   | Harry Nilsson                           |
| Barracuda                            | Heart                                   |
| The Fashion (Do or Die)              | illScarlett                             |
| Anna Molly                           | Incubus                                 |
| White Rabbit                         | Jefferson Airplane                      |
| Reason Is Treason                    | Kasabian                                |
| Stuntman                             | Kasabian                                |
| Cult of Personality                  | Living Colour                           |
| Working for the Weekend              | Loverboy                                |
| Control                              | Metro Station                           |
| Of Moons, Birds & Monsters           | MGMT                                    |
| Time to Pretend                      | MGMT                                    |
| Dashboard                            | Modest Mouse                            |
| Stompbox                             | Overseer                                |
| Rock Box                             | Run DMC                                 |
| Ill Placed Trust                     | Sloan                                   |
| Ring of Fire                         | Social Distortion                       |
| Save Yourself                        | Stabbing Westward                       |
| The Ballroom Blitz                   | Sweet                                   |
| Perfect Wave                         | The Beautiful Unknown (Formerly Barlow) |
| Keep Loving Me                       | The Draytones                           |
| Waiting for Go                       | The Dykeenies                           |
| Alive & Amplified                    | The Mooney Suzuki                       |
| Great DJ                             | The Ting Tings                          |
| Every Inambition                     | The Trews                               |
| Animal I Have Become                 | Three Days Grace                        |
| Play That Funky Music                | Wild Cherry                             |

## Recepção critica
| Plataforma    | Agregador      | Pontuação | Referências |
| ------------- | -------------- | --------- | ----------- |
| Wii           | IGN            | 84        | [ 2 ]       |
| Wii           | GameTrailers   | 81        | [ 3 ]       |
| Wii           | Nintendo Power | 70        | [ 4 ]       |
| PlayStation 3 | GameTrailers   | 79        | [ 5 ]       |
| PlayStation 3 | IGN            | 71        | [ 6 ]       |
| Xbox 360      | Team Xbox      | 78        | [ 7 ]       |
| Xbox 360      | GameSpy        | 70        | [ 8 ]       |